# Söderåsbanan
Söderåsbanan är en järnväg mellan Åstorp och Teckomatorp, och delsträcka på järnvägen som Trafikverket kallar Godsstråket genom Skåne.
Sträckan är cirka 38 km lång och trafikeras av godståg och persontåg (Pågatågen). 
Den lokala persontrafiken lades ner 1975, men fram till 1991 var sträckan del av Västkustbanan och dess genomgående persontrafik. 1991 knöts järnvägen från norra och södra Helsingborg ihop i och med bygget av Helsingborgs centralstation, då benämnt Knutpunkten, och då leddes trafiken företrädesvis om till nybyggda sträckan Helsingborg–Landskrona–Malmö. Dock tog det ytterligare tio år innan Söderåsbanan förlorade sin sista fjärrtrafik.
Efter upprustning av banan återupptogs lokaltrafik i december 2021 (Åstorp–Teckomatorp–Kävlinge–Lomma–Malmö). Nya stationer byggdes i Billesholm, Kågeröd och Svalöv.
Från 10 december 2023 går Pågatågen från Åstorp över Lund istället för Lomma.